# Neargyria
Neargyria là một chi bướm đêm thuộc họ Crambidae.